# Jim Breuer
James E. Breuer (Valley Stream, 21 de junio de 1967) es un comediante, actor, músico y locutor radial estadounidense. Fue miembro del reparto del programa de humor Saturday Night Live entre 1995 y 1998 y ha registrado apariciones en cine y televisión, protagonizando la película de 1998 Medio flipado junto a Dave Chappelle. En 2016 publicó un álbum de estudio titulado Songs From The Garage con su banda parodia Jim Breuer and The Loud & Rowdy. Publicado por la discográfica Metal Blade Records, contó con la colaboración de reconocidos músicos como Rob Caggiano y Brian Johnson.

## Filmografía

### Cine y televisión
| Año       | Título                       | Papel           | Notas                          |
| --------- | ---------------------------- | --------------- | ------------------------------ |
| 1995–1998 | Saturday Night Live          | Goat Boy        | Miembro del reparto            |
| 1995      | Home Improvement             | Jim             | Episodio: "Talk to Me"         |
| 1995      | Clerks: The TV Show          | Randal Graves   |                                |
| 1996      | Buddies                      | Jim             | Piloto                         |
| 1998      | Half Baked                   | Brian           |                                |
| 1999      | Dick                         | John Dean       |                                |
| 2000      | Titan A.E.                   | Cocinero        | Voz                            |
| 2000      | Once in the Life             | Pizzero         |                                |
| 2001      | One Eyed King                | Paddy O'Donahue |                                |
| 2002      | American Dummy               | Tony Metropolis | Corto                          |
| 2003      | Crooked Lines                | Chris           |                                |
| 2006      | Beer League                  |                 |                                |
| 2010      | More than Me                 | Él mismo        |                                |
| 2010      | The Jim Breuer Road Journals | Él mismo        |                                |
| 2011      | Zookeeper                    | Crow            | Voz                            |
| 2012–2013 | Motorcity                    | Tooley          | Voz, 11 episodios              |
| 2013      | The English Teacher          | Narcisista      |                                |
| 2014      | School Dance                 | Oficial Lagney  |                                |
| 2015      | Quitters                     |                 |                                |
| 2016      | Bling                        | Sr. Glump       | Voz                            |
| 2016      | Rock and a Hard Place        | Pastor Darren   |                                |
| 2016–2017 | Kevin Can Wait               | Padre Phillip   | 4 episodios                    |
| 2017      | Liv & Maddie                 | Él mismo        | Episodio: "Big Break-A-Rooney" |